# Ustawa morska z 1794 roku
Ustawa morska z 1794 roku (ang. Naval Act of 1794) – amerykańska ustawa uchwalona przez Kongres USA 27 marca 1794 roku mająca na celu zbudowanie zalążka sił morskich, który z czasem przerodził się w US Navy.

## Cel
W sierpniu 1785 roku wojna o niepodległość chyliła się ku końcowi, Kongres Kontynentalny sprzedał USS „Alliance”, ostatni z okrętów marynarki kontynentalnej z powodu braku funduszy. Aż do 1797 roku jedyną siłą morską Stanów Zjednoczonych była flota urzędu przychodów, założonego w 1790 roku przez Alexandra Hamiltona.
Kiedy w 1785 roku dwa okręty handlowe zostały pochwycone przez piratów u wybrzeży Algieru, ówczesny ambasador we Francji, Thomas Jefferson rozpoczął naciski mające na celu stworzenie morskich sił wojennych, aby bronić floty kupieckiej na Morzu Śródziemnym. Początkowo kongres patrzył na te propozycje nieprzychylnie – w 1786 roku i później w 1791 poruszono temat w trakcie rozpraw oraz sporządzono kosztorysy budowy. Dopiero w 1793 roku, kiedy Algierczycy zajęli 11 kolejnych statków handlowych, rozpoczęto poważne prace nad ustawą.
Projekt, proponujący budowę lub zakup sześciu okrętów wojennych, został przedstawiony izbie reprezentantów 20 stycznia 1794 roku. Zawierał także propozycję kosztów oraz żołdów dla załogi i oficerów, a także wyjaśniał w jaki sposób każdy ze statków powinien być obsługiwany. Projekt spotkał się z protestem licznych przedstawicieli, optujących raczej za podpisaniem pokoju z Algierem.
Póki Trzynaście kolonii znajdowało się pod panowaniem korony brytyjskiej, piractwo nie stanowiło problemu – jednostki kupieckie był chronione przez okręty Royal Navy. Wojna wyzwoleńcza położyła temu kres, a po wybuchu rewolucji francuskiej także Brytyjczycy zaczęli przechwytywać jednostki młodej republiki; wielu mężów stanu nadal uważało, iż stworzenie marynarki wojennej byłoby zbyt kosztowne i zbyt imperialistyczne. 
Względy praktyczne przeważyły i prace nad konstrukcją sześciu fregat rozpoczęły się w marcu 1796 roku. Nie trwało to długo, gdyż po ogłoszeniu pokoju między Algierem a Stanami, w myśl paragrafu dziewiątego uchwalonej ustawy, zaprzestano budowy. Dopiero po naciskach prezydenta Jerzego Waszyngtona, kongres uchwalił 20 kwietnia 1796 roku poprawkę zezwalającą na sfinansowanie ukończenia trzech najbardziej zaawansowanych w budowie jednostek – USS „United States”, USS „Constellation” oraz USS „Constitution”.
Pod koniec 1798 roku Francja zaczęła rekwirować amerykańskie jednostki kupieckie, co zakończyło się tzw. Aferą XYZ, zmuszając kongres do zaordynowania dodatkowych środków na budowę trzech pozostałych fregat – USS „President”, USS „Congress” i USS „Chesapeake”.